# Ahmanson-Wieselmaki
Der Ahmanson-Wieselmaki (Lepilemur ahmansoni) ist eine auf Madagaskar lebende Primatenart aus der Gruppe der Wieselmakis innerhalb der Lemuren. Die Art wurde 2006 erstbeschrieben, der Name ehrt Robert Ahmanson, dessen Stiftung die Erforschung und den Schutz madagassischer Primaten mitfinanziert.

## Merkmale
Mit einer Kopfrumpflänge von 19 bis 21 Zentimetern, einer Schwanzlänge von 23 bis 24 Zentimetern und einem Gewicht von 0,6 bis 0,8 Kilogramm zählen Ahmanson-Wieselmakis zu den kleinsten Vertretern ihrer Gattung. Ihr Fell ist vorwiegend grau gefärbt, die Außenseiten der Gliedmaßen sind leicht rötlich, auch der Schwanz ist rotbraun. Der Bauch ist grau und wird nach hinten hin heller. Der Kopf ist rundlich und die Augen wie bei allen Wieselmakis groß.

## Verbreitung und Lebensweise
Ahmanson-Wieselmakis bewohnen die trockenen Laubwälder im Westen Madagaskars. Die ersten Exemplare wurden in der Region Tsiombikiob gefunden, ihr genaues Verbreitungsgebiet ist aber noch nicht bekannt. 
Ebenso weiß man wenig über die Lebensweise dieser nachtaktiven Primaten. Wie alle Wieselmakis halten sie sich meist auf den Bäumen auf, wo sie sich senkrecht kletternd und springend fortbewegen. Wieselmakis sind Pflanzenfresser, die sich von Blättern, Früchten, Knospen und anderen Pflanzenteilen ernähren.

## Gefährdung
Auch über den Gefährdungsgrad dieser neu entdeckten Art ist noch wenig bekannt, die Hauptbedrohung dürfte die Lebensraumzerstörung darstellen. Die IUCN listet die Art unter „zu wenig Daten vorhanden“ (data deficient).